# Hesperapis hantamensis
Hesperapis hantamensis är en biart som först beskrevs av Michez och Kuhlmann 2007.  Hesperapis hantamensis ingår i släktet Hesperapis och familjen sommarbin. Inga underarter finns listade i Catalogue of Life.